# ادبیات ترکی استانبولی
ادبیات ترکی استانبولی شامل قطعات شفاهی و متون نوشته شده به زبان ترکی استانبولی می‌شود، چه در شکل عثمانی چه در اشکال کمتر ادبی آن مانند گونه‌ای که امروزه در جمهوری ترکیه به آن صحبت می‌شود. زبان ترکی عثمانی که اساس بیشتر مجموعه نوشتارها را تشکیل می‌دهد، تحت تأثیر فارسی و عربی بود و به الفبای ترکی عثمانی نوشته می‌شد.

## پس از اسلام
پس از اسلام بر اثر دین جدید و برخورد با ایرانیان و مسلمانان تغییراتی در دین، زبان و سبک زندگی‌شان به‌وجود آمد و به سرزمین‌های جنوبی‌تر مهاجرت کردند. ادبیات ترکی در حقیقت به‌صورت کتبی از همان دوره به وجود آمد و نخستین کتاب ادب ترکی قوتادغوبیلیگ است که در قرن یازدهم میلادی به پایان رسیده‌است.
- آثار ادبیات ترکی از پس از اسلام تا دورهٔ امپراتوری عثمانی و تیموریان:

1. قوتادغوبیلیگ: به معنی دانش مقدس نوشتهٔ یوسف بلاساغونی (مشهور به یوسف خاص حاجب بلاساغونی) که در سال ۱۰۶۹ میلادی به پایان رسید و تقدیم خاقان قراخانیان بغراخان شد. این اثر بر هجایی بر همان وزن شاهنامه سروده شده‌است. این اثر مثنوی ۶۶۴۵ بیت دارد. مضمون آن مانند سیاست نامه‌ها است.[۱]
2. دیوان لغات‌الترک: نوشتهٔ محمود کاشغری ست و در مورد آموزش لغات زبان ترکی به عربی‌زبانان بوده و ترکی-عربی است. این اثر در سال ۴۵۱ هجری تألیف و به خلیفه عباسی تقدیم شده‌است و حاوی ۷۵۰۰ تکواژ است.[نیازمند منبع]
3. جواهر النحو فی لغات الترک:نویسنده این کتاب محمود کاشغری است ولی متأسفانه این کتاب به روزگار ما نرسیده و اطلاع ما از این کتاب فقط اشاره‌ای است که خود نویسنده در مقدمه کتاب آورده‌است.[۲]
4. عتبه الحقایق: نوشتهٔ ادیب احمد یوکنکی در قرن ۱۲ میلادی در آسیای میانه نوشته شده و بر وزن هجایی بوده و کلمات فارسی و عربی زیادی به درون آن راه یافته‌است. این کتاب مانند قوتادغو بیلیگ بر وزن عروضی بحر متقارب مثمن مقصور سروده شده‌است و متن آن را ۱۰۲ دو بیتی تشکیل می‌دهد. کتاب از ۱۴ باب تشکیل یافته و قسمت اصلی را ۹ باب تشکیل می‌دهد.[۳]
5. دیوان حکمت : نوشتهٔ احمد یسوی - مؤسس طریقت یسویه - که اندیشه‌ها و پندهای خود را در این کتاب نوشته‌است و به پیر ترکستان مشهور است و عطار در منطق الطیر چند بیت از ابیات دیوان حکمت را به فارسی برگردانده و تمثیلی هم آورده‌است. ایشان در سال ۵۶۲ هجری رحلت کرده‌اند .[نیازمند منبع]
6. قصص الانبیا: در سال۶۸۹ هجری توسط ناصر ربغوزی فرزند برهان الدین ربغوزی در مناقب پیغمبران نوشته شده‌است. ایشان اهل رباط اوغوز بودند که در منطقه خوارزم ترکستان غربی قرار دارد. قصص الانبیا به نثر نوشته شده‌است ولی قطعات منظوم نیز در متن دارد .[نیازمند منبع]
7. اوغوز خان داستانی: که به نثر و نظم است و در قرن سیزدهم میلادی نوشته شده‌است و دربردارنده داستان کهن ترکان یعنی داستان اغوز خان است.[نیازمند منبع]
8. چرخ نامه:اثر خواجه احمد فقیه، او اولین کسی است که در آسیای صغیر و در غرب آسیا به زبان ترکی شعر نوشت. پیش از او کسی در غرب دریای خزر هنوز به ترکی اثر منظوم خلق نکرده بود و بدین ترتیب او را می‌توان پدر ادبیات ترکی غربی معرفی نمود. او کتابی به نام اوصاف مساجد الشریفه دارد.[۴]
9. شیاد حمزه: همان زمان با احمد فقیه‌است و داستان یوسف و زلیخا را او اولین بار به ترکی ترجمه کرده‌است که اثر او ۱۵۲۹ بیت دارد و در قالب مثنوی است.[۵][۶]
10. خواجه دهخانی: او در قرن سیزدهم می‌زیسته و از او چند غزل و یک قصیده بجای مانده‌است.[۷]

آنچه عنوان شد آثاری هستند که از آغاز دوره اسلامی تا قرن ۱۴ به زبان ترکی نوشته شده‌است. از این دوره به بعد ادبیات ترکی شدیداً تحت نفوذ ادبیات فارسی قرار می‌گیرد و بسیاری از آثار ادبیات فارسی به ترکی ترجمه می‌شوند. این دورهٔ جدید در ادبیات ترک با روی کار آمدن آل عثمان همزمان است.

## آغاز
نخستین دوره که از قرن ۱۴ با شدت یافتن تأثیرات ادبیات فارسی آغاز می‌شود با مهاجرت روزافزون ایرانیان آرامش‌طلب و بیزار از جنگ به آسیای صغیر قدرت می‌یابد و تا پایان قرن ۱۹ میلادی پابرجاست. در این عهد تقریباً اکثر کتاب‌های ادبیات فارسی به ترکی ترجمه شد که بر غنا و ارزش ادب ترک افزود و آن را برای رشد همه‌جانبه آماده نمود. این دوره تا قرن ۱۹ که ادب ترک تحت تأثیر ادب غرب قرار می‌گیرد پابرجاست.

### سدهٔ چهاردهم
ادبیات ترکی چه در آسیای صغیر و چه در آسیای میانه که اکثر ترک زبانان در آنجا می‌زیستند در این دوره جهشی پیدا می‌کند. این جهش از یکسو بخاطر قدرت یافتن امپراتوری عثمانی و از سوی دیگر به دلیل رواج زبان و فرهنگ ایرانیان در آنجا می‌باشد. در این دوره تأثیرات عمیقی که مولوی در ادب ترک گذارده بود با یونس امره شکوفا شد. فرقه مولویه بپا شد و فارسی در آن به مثابه زبان مقدس درآمد.
نوشتن کتاب به زبان ترکی از سده سیزدهم و چهاردهم میلادی آغاز شد و نخستین آثار ترجمه‌هایی از فارسی و عربی بودند. این آثار بر حسب آموزندگی و مفید بودن انتخاب می‌شدند و به همین علت کتاب‌های مذهبی در اولویت ترجمه قرار داشتند. ترجمه قرآن در این میان دارای اهمیت ویژه‌ای بود؛ در سده چهاردهم میلادی قرآن به ترکی آناتولی برگردان شد ولی ترجمه از آیات قرآن در ابتدا فقط به صورت واژه به واژه صورت می‌گرفت و پس از معرفی صنعت چاپ، که یهودیان اسپانیا همراه خود در قرن شانزدهم به آناتولی آوردند، چاپ قرآن توسط روحانیان مسلمان ممنوع اعلام شد.: 573 
از آثار بدست آمده در این دوره می‌توان به قصص الانبیاء رابگزی اشاره نمود. شاعری گمنام نهج الفرادیس را می‌نویسد. اولین خسرو و شیرین در ادبیات ترکی بدست شاعری بنام قطب به لهجه‌ای از آسیای میانه نوشته می‌شود. حسام کاتب جمجمه نامهٔ عطار را ترجمه می‌کند. همچنین در این دوره یکی از بزرگترین شاعران ادبیات ترکی آذربایجانی یعنی عمادالدین نسیمی  حدود سی هزار بیت به زبان ترکی و دیوانی به فارسی و اشعاری به عربی سروده است. گلشهری منطق الطیر عطار را ترجمه می‌کند و عاشق پاشا هم اشعار صوفیانه‌ای در قرن ۱۴ دارد. سولی فقیه داستان‌های عاشقانه فارسی را ترجمه می‌کند. خواجه احمد بن مسعود مثنوی سهیل و نوبهار را از فارسی برمی‌گرداند. همچنین او فرهنگ نامهٔ سعدی را هم می‌نویسد. شیخ اوغلو قابوس‌نامه و مرزبان‌نامه را ترجمه می‌کند و احمدی از بزرگترین شعرای ترک تقریباً اکثر مثنوی‌های عاشقانهٔ فارسی را به ترکی می‌نویسد. توتماجی آثار عطار را برمی‌گرداند و شاعری بنام محمد عشق‌نامه را بترکی تحریر می‌نماید. برهان الدین و کول مسعود و شیخ اوغلو صدرالدین هم از دیگر شعرای این عهد هستند.
با این اغلب آثار ترکی در دوره ابتدایی ادبیات این زبان ترجمه کتاب‌های عربی و فارسی هستند، اما نمونه‌هایی از تألیف نیز هست؛ در نخستین اثر اینچنینی، گلشهری در ترجمه‌ای که بر منطق الطیر عطار نوشت، مطالبی را به کتاب عطار افزود که بعضاً از دیگر منابع به عاریت گرفته بود ولی سامان کتاب را بهم نمی‌ریزد. احمد دای که آثاری به عربی و فارسی داشت، در این دوره 9 کتاب منثور به ترکی نوشت که هشت‌تا ترجمه بودند و یکی «ترسُّل» راهنمایی برای مکاتبات رسمی و غیررسمی است که نخستین اثر با ترکیب ترکی است.: 574 

## سدهٔ پانزدهم
اما در دوره‌های بعدی یعنی از قرن ۱۵ میلادی ادبیات ترکی بیشتر شکوفا می‌شود. در این دوره ادبیات ترکی آذربایجانی و ترکی استانبولی کم‌کم از هم مستقل می‌شوند. ترجمهٔ آثار باازرش و گرانبهای فارسی مثل آثار عطار و سعدی و مولوی و نظامی و مانند این‌ها موجب غنی گشتن ادب ترک شد و توانست با این خمیرمایه به آفرینش آثاری مستقل مخصوصاً در زمینهٔ شعر دست زند هرچند که هنوز و تا پایان قرن ۱۹ هنوز کاملاً تحت تأثیر فارسی بوده و فارسی‌نویسی و استفاده از کلمات و ترکیب‌ها و تشبیهات فارسی هرچه می‌گذشت بیشتر و بیشتر می‌شد. در این عهد یقینی و میرزاگدایی و سکاکی و امیری و لطفی و میرزا حیدر همچنین مقیمی از شاعران مهم دورهٔ نخست قرن ۱۵ هستند. در نیمه دوم دانشمند بزرگی از ایل ترکمن بنام علیشیر نوایی ظهور کرد که وزیر سلطان حسین بایقرا بود. آثار او بفارسی و ترکی ست اما شاهکارهای او همه ترکی می‌باشند. سلطان محمد فاتح خود امپراتور عثمانی بود اما اشعاری بفارسی و ترکی دارد و خوب هم این اشعار را نوشته‌است. مرجیمک احمد همدیگر کسی بود که قابوسنامه را بترکی برگرداند. در این دوره به دلیل هرج و مرج شدید در ایران به دلیل نبود قدرت مرکزی وادب پروری و فرهنگ دوستی سلاطین عثمانی بسیاری از ادیبان ایرانی به آسیای صغیر کوچیدند. از دیگرشعرای آن عهد احمد داعی ست که آثار زیادی مشتمل بر دیوان اشعار ترکی و فارسی و ترجمهٔ جاماسب نامه و اشکال ناصر توسی و تذکره اولیای عطار از آندسته‌است. شیخی معروفترین شاعر این دوره‌است اشعار زیادی از او بجا مانده‌است. احمدپاشا شاعر قصیده پرداز دیگر آندوره‌است. نجاتی هم در همین دوره ابتدا کاتب بود بعداً به شاعری روی آورد و که به انصاف بسیار هم موفق بود و غزل‌های نابی می‌سرود. آق شمس الدین از دیگر دانشمندان صاحب نام ترک می‌باشد که آثاری از او بجامانده‌است. مانیاس اوغلو مراد یونانی‌تبار کتابی ترجمه گلستان سعدی را به سلطان مراد عرضه کرد و احمد بیجان آثار منثوری را خود تألیف نمود.

## سدهٔ شانزدهم
درقرن ۱۶ میلادی ادبیات آذربایجانی با شاه اسماعیل صفوی کلید می‌خورد. شاه اسماعیل با تخلص ختایی اشعار نغز و زیبایی به ترکی آذربایجانی سروده‌است. بیشتر اشعار ختایی در تکریم ائمه اطهار می‌باشد.
حکیم فضولی نیز دیگر شاعر توانمند ترک زبان اهل بغداد است که به سه زبان ترکی و فارسی و عربی تألیفاتی دارد
سلطان سلیم هم دیگر شاعر آن دوره‌است. درهمین دوره در بالکان و اروپای شرقی نیز در سرزمین‌های عثمانی تألیفاتی انجام شد که گرچه بسیاری از آن‌ها به فارسی بود اما در آن میان ترکی‌نویسی هم مورد توجه بوده. ازمیان آن‌ها می‌توان به عدنی. خانجیچ و ایزید آگیچ و احمد سودی (شارح زبان فارسی و مصحح دیوان حافظ) فوزی موستاری محمد نرگسی که تألیفات بسیار زیادی دارد و توکلی دده سارایوولو و احمد صبوحی.. احمد طالب و احمد رشدی و همچنین محمدرشید و علی زکی کیمیاگر اشاره نمود. احمد یسری و لدنی دیگر شعرای ترکی-فارسی گوی عثمانی محسوب می‌شوند. ائلیا چلبی در این اوان سیاحتنامه را نوشت. شاهزاده بایزید دیگر شاعر فارسی-ترکی سرای بود. خیالی شاعر توانمند عثمانی در این عصر متولد شد که به حافظ آسیای صغیر شهرت دارد. باقی و نوعی از دیگر همعصران او بشمار می‌آیند. اسحاق چلبی اسکوپیچ و آهی نیگبولویچ هم در بالکان به شاعری می‌پردازند. همچنین از دیگر شعرای بالکان می‌توان به حیرتی و اصولی و آگهی اشاره نمود. در تصوف هم در قرن ۱۶ ابراهیم گلشنی ساربان امی سنان و شمس الدین سیواسی به شاعری پرداختند. لامعی از پرکارترین شاعران ترک است که در حیات ادبی خود بسیاری از آثار جامی و نظامی را بترکی برگردانده‌است. او از آثار عنصری و اهلی شیرازی و فخرالدین اسعد گرگانی هم برگردان‌هایی دارد. یحیابیگ هم مثنوی‌های زیبایی به ترکی سروده‌است. فلیپلی چلبی همایون نامه را نوشت. سهی بیگ تذکره هشت بهشت را تألیف نمود. در تذکره‌نویسی هم پیشرفت بسیاری حاصل شد و کتب بسیار زیادی تألیف گشت. از تألیفات اخلاقی سده ۱۶ بزبان ترکیجمال النصایح ابن کمال و اخلاق اعلایی عالی چلبی از آندسته‌اند. سروی و شمعی نیز از نویسندگان پرکار نثر ترکی در سده ۱۶ میلادی هستند.

## سدهٔ هفدهم
در قرن ۱۷ یحیی افندی و نفعی اهل ارزروم معروفترین شعرا هستندنشاطی هم از استادان بلامنازع ادبیات ترک است که غیر از اشعار زیبا و شهرانگیزهای خود کتابی در قواعد فارسی دارد. نائلی و فهیم و نابی (شاعر بزرگ و توانممند ترک زبان) و عطایی از بزرگترین شعرای ترک در سدهٔ ۱۷ هستند. ریاضی هم اشعار و تألیفاتی در این دوره انجام داد. فایزی (روضه الاشعار و ساقی نامه) و سیدمحمدرضا (تذکره الشعرا) ویسی (خواب نامه و شهادت نامه) را د راین عهد نوشته‌است. در این دوره د رایران استرآبادی فرهنگ نامهٔ ترکی-فارسی سنگلاخ را نوشت.
از نفعی:
Husrevi zisan ki hayl-i askerinin her biri
erdsir u behmen u Efrasyabi ruzegar
درلفظ ترکی:
خسرو ذی شان کی خیل عسکری نین هر بیری
اردشیر و بهمن و افراسیاب روزگار

## سدهٔ هجدهم
در قرن ۱۸ میلادی تحولی در ادب ترک پدید می‌آید؛ و آن این است که دیگر دورهٔ جنگ‌ها بپایان رسیده و عیش و عشرت رواج یافته بود. شعرای و ادیبان بزرگ ترک در قرن۱۷ که به عهد لاله مشهور است را کامی و دری و تائب ونیز جازم.. ندیم.. زیرکزاده.. سامی و وهبی و نحیفی در نیمه اول قرن و نورس قدیم به همراه حشمت. شیخ غالب و اسرار ده ده سنبل‌زادهٔ وهبی تشکیل می‌دهند. در زمینه تصوف جلوتی بورسوی و حقی ارزرومی ظهور نمودند. در نثر رامیز و صفایی و سالم و اسماعیل بلیغ (نخبه الآثار) را نوشتند.

## سدهٔ نوزدهم
درقرن ۱۹ شعر ساده‌تر شد و ترکیبات فارسی اندکی کمتر ولی در این دوره دیگر شاعر بزرگی برنخاست. بزرگترین ایشان غالب لفکوشچالی و اسکودارلی حقی و عارف حکمت و رستم پاشا و نیز واصف اندرونی و لیلی خانم و خواجه فهیم و در نثر شفقت بغدادی و عبدالرحمن سامی پاشاشانیزاده و داوود افندی از معروفترینان هستند. پس از این ادبیات ترکی در آسیای صغیر تحت تأثیر ادبیات فرانسه و در آذربایجان و آسیای میانه تحت تأثیر ادبیات روسی قرار گرفت.

## ادبیات معاصر
در این دوره با تأثیر پذیری از اروپا ادبیات ترک تغییر یافت. عبارات و کلمات فارسی کمتر شد و تأثیرات و عناصر اروپایی و غربی وارد ادبیات ترکی می‌شود. البته این دوره یکی از بهترین دوره‌های ادب ترکی است که دوتن از بزرگترین مفاخر ادب ترک و حتی جهان بنام‌های ناظم حکمت و اورهان پاموک (برنده جایزه ادبی نوبل۲۰۰۶) را عرضه نمود. در شعر شعرای بسیاری پدید آمد. مهم‌ترین آن‌ها عبارتند از:
- ناظم حکمت
- تورگوت اویار
- جمال ثریا
- توفیق فکرت
- یحیی کمال
- اورحان ولی
- احمد عارف
- شکوفه نهال

البته شعرای بسیار دیگری هم در این دوره بودند که از نظر اهمیت در ردهٔ پایین‌تری قرار داشتند. در همین اوان در زمینهٔ داستان سرایی نیز تحولاتی ایجاد شد و رمان‌نویسی آغاز گشت و موفق هم بود. از میان نویسندگان بزرگ وبنام ترک در این دوره می‌توان به این نام‌ها اشاره نمود::
- نجاتی جومالی
- عزیز نسین
- اورهان کمال
- هالیکارناس بالیکچیسی
- یاشار کمال
- اورهان پاموک